# Parrana San Martino
Parrana San Martino is een plaats (frazione) in de Italiaanse gemeente Collesalvetti.